# Cyber Special Unit Win Mirage ZWEI - Red Rage
Cyber Special Unit Win Mirage ZWEI - Red Rage (電脳特捜隊ウィンミラージュＺＷＥＩ ～赤い怒り～) es una película japonesa, del 13 de marzo del 2007, producida por Zen Pictures. Es una película del género tokusatsu, de acción y aventuras, con artes marciales, dirigido por Naoki Otsuka. Emi Hirai y Yuri Sawamura son las protagonistas, que interpretan a las heroínas Hikaru y Haruka de la unidad Win Mirage.
El idioma es en japonés, pero también está disponible con subtítulos en inglés, en DVD o descargable por internet.

## Argumento
El Clan asesino "Veneno" está tratando de matar a CEO de Takatsu Co. Ltd. para frustrar sus planes. Hikaru Hidera, auto-llamada "hielo" del grupo "Win Mirage", provee de protección personal a CEO, disimulando ser su secretaria. Sin embargo es traicionada por el hijo de CEO, y es atacado por el Estrangulador del Clan asesino "Veneno". Hikaru logra defenderse y escapar, pero la compañera de Hikaru del Unit Win Mirage, Haruka Kazamatsuri, es atrapada por el enemigo. El Clan asesino "Veneno" pide la rendición de CEO tomando como rehén a Haruka, pero Hikaru tratará de evitarlo y se negará a negociar con ellos. Haruka será torturada por Stinger, mientras Hikaru trata de proteger a CEO, pero Hikaru vuelve a ser engañada por el hijo de CEO, y en una emboscada logran finalmente atrapar a CEO e Hikaru.

## Saga de Unit Win Mirage
1. Special Unit Beauty: Win Mirage 1 (2005)
2. Special Unit Beauty: Win Mirage 2 (2005)
3. Special Unit Beauty: Win Mirage 3 (2005)
4. Cyber Special Unit Win Mirage ZWEI - Red Rage (2007)
5. Cyber Special Unit Win Mirage ZWEI - Green Smile (2007)